# Serie B (Italia) 2005-06
La Serie B 2005-06 fue la septuagésima cuarta temporada de esa categoría en Italia. Comenzó el 27 de agosto de 2005 y finalizó el 28 de mayo de 2006. Participaron 22 clubes, completando 42 jornadas durante la temporada regular.

## Tabla final de posiciones
| Pos | Equipo         | Pts | PJ | G  | E  | P  | GF | GC | DIF |
| --- | -------------- | --- | -- | -- | -- | -- | -- | -- | --- |
| 1º  | Atalanta       | 81  | 42 | 24 | 9  | 9  | 61 | 39 | 22  |
| 2º  | Calcio Catania | 78  | 42 | 22 | 12 | 8  | 67 | 42 | 25  |
| 3º  | Torino         | 76  | 42 | 21 | 13 | 8  | 51 | 31 | 20  |
| 4º  | Mantova        | 69  | 42 | 18 | 15 | 9  | 46 | 35 | 11  |
| 5º  | Modena         | 67  | 42 | 17 | 16 | 9  | 59 | 41 | 18  |
| 6º  | Cesena         | 66  | 42 | 18 | 12 | 12 | 66 | 54 | 12  |
| 7º  | Arezzo         | 66  | 42 | 17 | 15 | 10 | 45 | 34 | 11  |
| 8º  | Bologna        | 64  | 42 | 16 | 16 | 10 | 55 | 42 | 13  |
| 9º  | Crotone        | 63  | 42 | 18 | 9  | 15 | 56 | 48 | 8   |
| 10º | Brescia        | 60  | 42 | 15 | 15 | 12 | 54 | 44 | 10  |
| 11º | Pescara        | 54  | 42 | 14 | 12 | 16 | 41 | 50 | -9  |
| 12º | Piacenza       | 54  | 42 | 13 | 15 | 14 | 56 | 52 | 4   |
| 13º | Bari           | 51  | 42 | 11 | 18 | 13 | 43 | 47 | -4  |
| 14° | Triestina      | 51  | 42 | 12 | 15 | 15 | 44 | 51 | -7  |
| 15º | Hellas Verona  | 49  | 42 | 10 | 19 | 13 | 42 | 41 | 1   |
| 16º | Vicenza        | 49  | 42 | 13 | 10 | 19 | 38 | 49 | -11 |
| 17° | Rimini         | 48  | 42 | 11 | 15 | 16 | 42 | 49 | -7  |
| 18º | AlbinoLeffe    | 46  | 42 | 10 | 16 | 16 | 38 | 52 | -14 |
| 19º | Avellino       | 46  | 42 | 11 | 13 | 18 | 42 | 62 | -20 |
| 20º | Ternana        | 39  | 42 | 7  | 18 | 17 | 36 | 58 | -22 |
| 21º | Cremonese      | 30  | 42 | 6  | 12 | 24 | 36 | 60 | -24 |
| 22º | Catanzaro      | 28  | 42 | 7  | 7  | 28 | 26 | 63 | -37 |

|  | Campeón. Ascendió a la Serie A.                                |
|  | Ascendieron a la Serie A.                                      |
|  | Participaron de una promoción para no descender a la Serie C1. |
|  | Descendieron a la Serie C1.                                    |

## Playoff por el tercer ascenso
| Cesena                                                                              | 1 - 1 | Torino  | Cesena | 1 de junio |
| Torino                                                                              | 1 - 0 | Cesena  | Turín  | 4 de junio |
| Torino avanza a la final con un global de 2 - 1.                                    |       |         |        |            |
| Modena                                                                              | 0 - 0 | Mantova | Módena | 1 de junio |
| Mantova                                                                             | 1 - 1 | Modena  | Mantua | 4 de junio |
| Mantova avanza a la final por mejor posicionado en la tabla con un global de 1 - 1. |       |         |        |            |

| Mantova                                                                             | 4 - 2       | Torino  | Mantua | 8 de junio  |
| Torino                                                                              | 3 - 1 (pr.) | Mantova | Turín  | 11 de junio |
| Torino Asciende a la serie A por mejor posición en la tabla con un global de 5 - 5. |             |         |        |             |

## Playoff por el descenso
| Avellino                                                     | 0 - 2 | AlbinoLeffe | Perugia | 4 de junio |
| AlbinoLeffe                                                  | 2 - 3 | Avellino    | Bergamo | 7 de junio |
| AlbinoLeffe permaneció en la Serie B con un global de 4 - 3. |       |             |         |            |

## Goleadores
| Jugador             | Jugador            | Goles | Equipo   |
| ------------------- | ------------------ | ----- | -------- |
| Bandera de Italia   | Cristian Bucchi    | 29    | Modena   |
| Bandera de Italia   | Claudio Bellucci   | 25    | Bologna  |
| Bandera de Italia   | Gionatha Spinesi   | 23    | Catania  |
| Bandera de Italia   | Daniele Cacia      | 18    | Piacenza |
| Bandera de Lituania | Tomas Danilevičius | 17    | Avellino |
| Bandera de Italia   | Emiliano Salvetti  | 17    | Cesena   |

- Datos: Q379192